# Communauté de communes du Kreiz-Breizh
La communauté de communes du Kreiz-Breizh est une communauté de communes française, située dans le département des Côtes-d'Armor, en région Bretagne.

## Histoire
- 30 décembre 1993 : création de la CCKB par 14 communes[1]
- 1er janvier 2015 : les communes de Plévin, de Tréogan et de Treffrin quittent la communauté de communes du Kreiz-Breizh pour rejoindre la communauté de communes Poher communauté[2]
- 1er janvier 2017 : Laniscat, Perret et Saint-Gelven fusionnent pour former Bon Repos sur Blavet ; la communauté de communes compte alors 23 communes

## Territoire communautaire

### Géographie
Située au sud-ouest du département des Côtes-d'Armor, la communauté de communes du Kreiz-Breizh regroupe 23 communes et s'étend sur 699 km2.

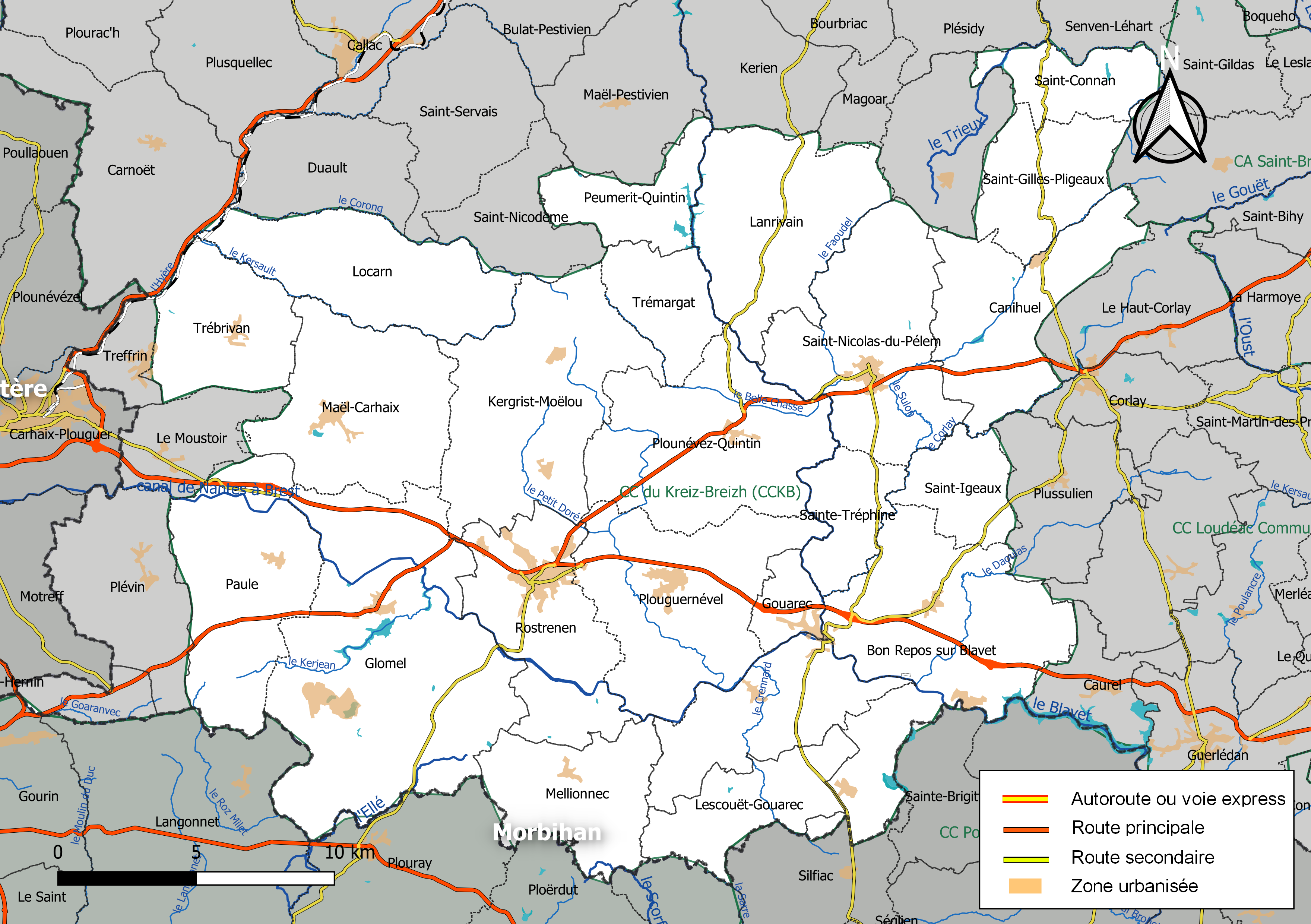
Carte de la communauté de communes du Kreiz-Breizh au 1er janvier 2019.

### Composition

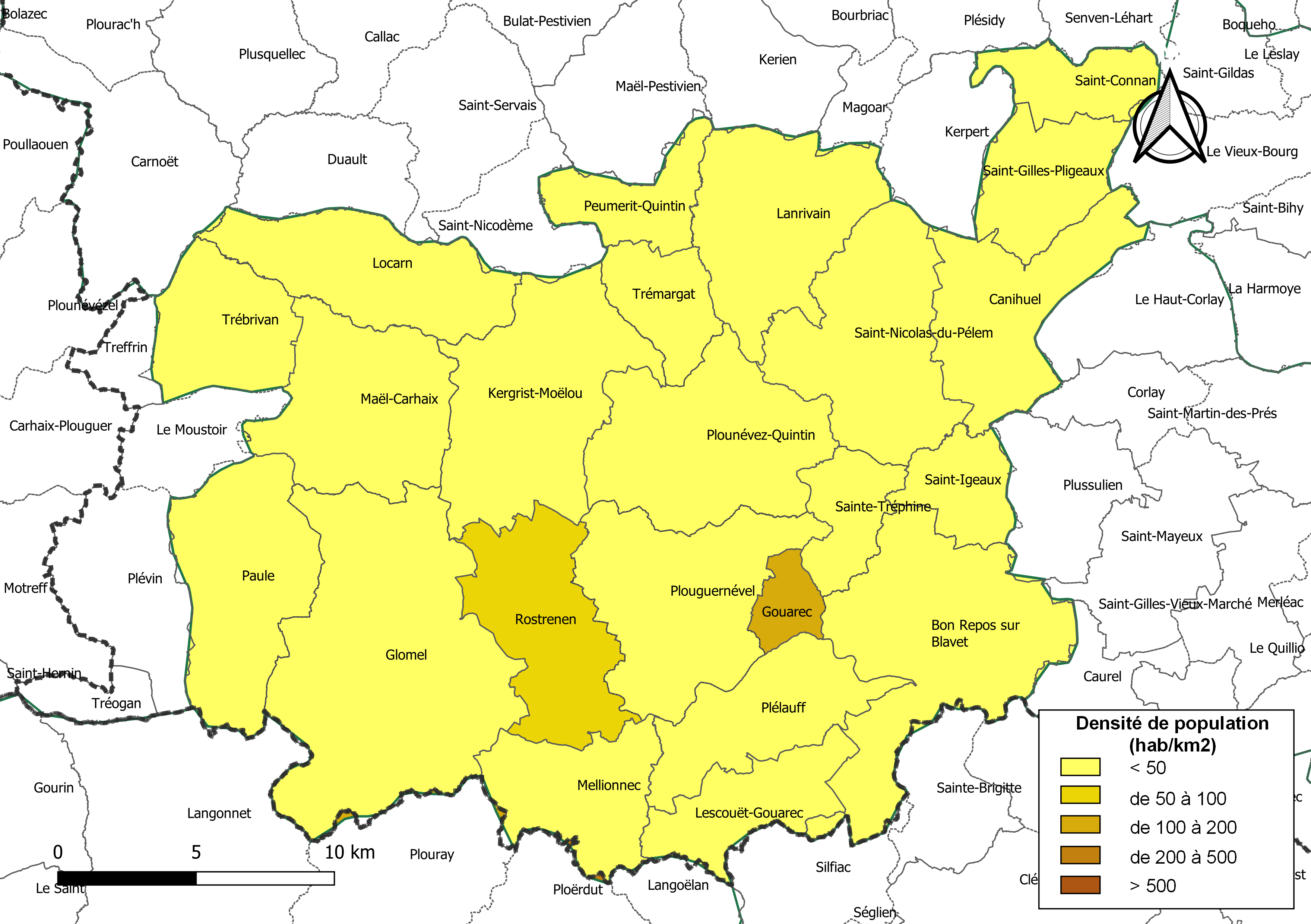
Carte des densités de population (millésimée 2016) des communes de la communauté de communes du Kreiz-Breizh. Composition en communes au 1er janvier 2019.

La communauté de communes est composée des 23 communes suivantes :

| Nom                    | Code Insee | Gentilé          | Superficie (km2) | Population (dernière pop. légale) | Densité (hab./km2) |
| ---------------------- | ---------- | ---------------- | ---------------- | --------------------------------- | ------------------ |
| Rostrenen (siège)      | 22266      | Rostrenois       | 32,17            | 3 282 (2022)                      | 102                |
| Bon Repos sur Blavet   | 22107      |                  | 53,91            | 1 237 (2022)                      | 23                 |
| Canihuel               | 22029      | Canihuelois      | 32,14            | 348 (2022)                        | 11                 |
| Glomel                 | 22061      | Glomelois        | 79,93            | 1 412 (2022)                      | 18                 |
| Gouarec                | 22064      | Gouarécains      | 6,41             | 912 (2022)                        | 142                |
| Kergrist-Moëlou        | 22087      | Kergristois      | 47,16            | 636 (2022)                        | 13                 |
| Lanrivain              | 22115      | Lanrivanais      | 36,74            | 465 (2022)                        | 13                 |
| Lescouët-Gouarec       | 22124      | Lescouëtais      | 18,73            | 215 (2022)                        | 11                 |
| Locarn                 | 22128      | Locarnots        | 32,36            | 421 (2022)                        | 13                 |
| Maël-Carhaix           | 22137      | Maël-Carhaisiens | 36,57            | 1 455 (2022)                      | 40                 |
| Mellionnec             | 22146      | Mellionnecais    | 24,22            | 420 (2022)                        | 17                 |
| Paule                  | 22163      | Paulois          | 37,56            | 674 (2022)                        | 18                 |
| Peumerit-Quintin       | 22169      | Peumeritois      | 14,8             | 184 (2022)                        | 12                 |
| Plélauff               | 22181      | Plélauffiens     | 25,51            | 687 (2022)                        | 27                 |
| Plouguernével          | 22220      | Plouguistes      | 41,6             | 1 602 (2022)                      | 39                 |
| Plounévez-Quintin      | 22229      | Plounéveziens    | 42,89            | 1 057 (2022)                      | 25                 |
| Saint-Connan           | 22284      | Saint-Connanais  | 13,54            | 297 (2022)                        | 22                 |
| Saint-Gilles-Pligeaux  | 22294      | Saint-Gillois    | 19,45            | 304 (2022)                        | 16                 |
| Saint-Igeaux           | 22334      |                  | 12,91            | 124 (2022)                        | 9,6                |
| Saint-Nicolas-du-Pélem | 22321      | Pélémois         | 41,04            | 1 536 (2022)                      | 37                 |
| Sainte-Tréphine        | 22331      | Tréphinois       | 12,52            | 187 (2022)                        | 15                 |
| Trébrivan              | 22344      | Trébrivanais     | 22,96            | 763 (2022)                        | 33                 |
| Trémargat              | 22365      | Trémargatois     | 13,9             | 182 (2022)                        | 13                 |

### Démographie
| 1968   | 1975   | 1982   | 1990   | 1999   | 2010   | 2015   | 2021   |
| ------ | ------ | ------ | ------ | ------ | ------ | ------ | ------ |
| 26 082 | 24 698 | 23 431 | 21 599 | 20 142 | 19 197 | 18 653 | 18 292 |

## Administration

### Siège
Le siège de la communauté de communes est à Rostrenen, 6 rue Joseph Pennec.

### Les élus
Le conseil communautaire de la communauté de communes se compose de 40 conseillers, élus pour une durée de six ans.
Ils sont répartis comme suit :
| Nombre de conseillers | Communes                                                    |
| --------------------- | ----------------------------------------------------------- |
| 7                     | Rostrenen                                                   |
| 3                     | Glomel, Maël-Carhaix, Plouguernével, Saint-Nicolas-du-Pélem |
| 2                     | Bon Repos sur Blavet, Gouarec, Plounévez-Quintin            |
| 1 (+1 suppléant)      | les 15 autres communes                                      |

### Présidence
À la suite des élections municipales de 2020 dans les Côtes-d'Armor, le conseil communautaire du 17 juillet 2020 a élu sa présidente, Sandra Le Nouvel, adjointe au maire de Bon-Repos-sur-Blavet et conseillère départementale, ainsi que ses 11 vice-présidents.
| Période      | Période      | Identité           | Étiquette    | Qualité                                                                                                   |
| ------------ | ------------ | ------------------ | ------------ | --- |
| janvier 1993 | avril 2001   | Jean-Paul Dubois   | PCF          | 1er adjoint au maire de Maël-Carhaix (? → 2001)                                                           |
| avril 2001   | avril 2008   | Michel Balbot      | Les Verts    | Maire de Mellionnec (1995 → 2003) Conseiller régional de Bretagne (1992 → 2010)                           |
| avril 2008   | juillet 2020 | Jean-Yves Philippe | PS           | Maire de Saint-Connan (1983 → ) Réélu en 2014                                                             |
| juillet 2020 | En cours     | Sandra Le Nouvel   | PS puis LREM | Adjointe au maire de Bon-Repos-sur-Blavet (2020 → ) Conseillère départementale de Rostrenen (2015 → 2021) |

### Compétences
La communauté de communes du Kreiz-Breizh exerce actuellement[Quand ?] 12 compétences :
- L'aménagement de l'espace communautaire
- Le développement économique
- Le tourisme
- Le logement et le cadre de vie
- L'élimination et la valorisation des déchets ménagers et des déchets assimilés
- L'environnement
- L’enfance et la jeunesse
- L’initiation, la formation, l'enseignement de la musique, du chant et de la danse, et du théâtre
- Le transport souple à la demande
- L'assainissement non collectif
- La production d’énergie
- La piscine

### Régime fiscal et budget
La communauté de communes est un établissement public de coopération intercommunale à fiscalité propre.
Afin de financer l'exercice de ses compétences, l'intercommunalité perçoit la fiscalité professionnelle unique (FPU) – qui a succédé à la taxe professionnelle unique (TPU) – et assure une péréquation de ressources entre les communes résidentielles et celles dotées de zones d'activité.
Elle bénéficie également d'une bonification de la dotation globale de fonctionnement (DGF).